# Comuna Nadejdivka, Bilozerka
Nadejdivka (în ucraineană Надеждівка) este o comună în raionul Bilozerka, regiunea Herson, Ucraina, formată din satele Nadejdivka (reședința), Znameanka și Zorivka.

## Demografie
Componența lingvistică a comunei Nadejdivka
     Ucraineană (89,95%)
     Rusă (8,48%)
     Alte limbi (1,24%)
Conform recensământului din 2001, majoritatea populației comunei Nadejdivka era vorbitoare de ucraineană (89,95%), existând în minoritate și vorbitori de rusă (8,48%).